# 1-エチル-3-メチルイミダゾリウムビス(トリフルオロメタンスルホニル)イミド
1-エチル-3-メチルイミダゾリウムビス(トリフルオロメタンスルホニル)イミド（英: 1-Ethyl-3-methylimidazolium bis(trifluoromethanesulfonyl)imide、EMIM TFSI）は、有機塩であり、疎水性のイオン液体である。

## 歴史
1-エチル-3-メチルイミダゾリウムビス(トリフルオロメタンスルホニル)イミドは、1996年にスイス連邦工科大学ローザンヌ校のマイケル・グレッツェルによって最初に合成された。

## 合成および調製
1-エチル-3-メチルイミダゾリウムビス(トリフルオロメタンスルホニル)イミドは、水中で臭化1-エチル-3-メチルイミダゾリウムとリチウムビス(トリフルオロメタンスルホニル)イミドから調製できる。

## 特性
1-エチル-3-メチルイミダゾリウムビス(トリフルオロメタンスルホニル)イミドは、疎水性の室温イオン液体である。また、1-エチル-3-メチルイミダゾリウムビス(トリフルオロメタンスルホニル)イミドは、8.8 mS·cm−1の電気伝導率と4.7 Vの電位窓を持つ。

## 用途
1-エチル-3-メチルイミダゾリウムビス(トリフルオロメタンスルホニル)イミドは、ディールス・アルダー反応、水素化反応、鈴木・宮浦カップリング反応のような様々な反応において溶媒として使用される。また、宇宙開発におけるコロイドスラスターでの応用が研究されている。